# 池田忠雄 (脚本家)
池田 忠雄（いけだ　ただお、1905年2月5日 - 1964年5月12日）は、日本の脚本家。早稲田大学を卒業後、松竹蒲田撮影所に入所し、1929年の『円タク坊ちゃん』でデビュー。小津安二郎、島津保次郎、成瀬巳喜男、斎藤寅次郎、吉村公三郎などに数多くの脚本を提供した。自らが監督した作品もある。

## 主な作品リスト

### 脚本
- 突貫小僧（1929年）
- 朗かに歩め（1930年）
- 石川五右衛門の法事（1930年）
- 東京の女（1933年）
- 力と女の世の中（1933年）
- 非常線の女（1933年）
- 夜ごとの夢（1933年）
- 出来ごころ（1933年）
- 母を恋はずや（1934年）
- 浮草物語（1934年）
- 子宝騒動（1935年）
- 一人息子（1936年）
- 浅草の灯（1937年）
- 暖流（1937年）
- 戸田家の兄妹（1941年）
- 櫻の國 (1941年)
- 父ありき（1942年）
- 陸軍（1944年）
- 長屋紳士録（1947年）

### 監督
- 天明太郎（1951年）